# Gracixalus gracilipes
Gracixalus gracilipes é uma espécie de anfíbio da família Rhacophoridae.
Pode ser encontrada nos seguintes países: China, Laos, Tailândia e Vietname.
Os seus habitats naturais são: florestas subtropicais ou tropicais húmidas de baixa altitude, regiões subtropicais ou tropicais húmidas de alta altitude, rios intermitentes e marismas intermitentes de água doce.
Está ameaçada por perda de habitat.